# Paradelphomyia nigrina
Paradelphomyia nigrina là một loài ruồi trong họ Limoniidae. Chúng phân bố ở miền Cổ bắc.